# 扎伊尔·威廉姆斯
扎伊尔·威廉姆斯（英語：Ziaire Williams，2001年9月12日—），是美国职业篮球运动员，目前效力于美国国家篮球协会的布鲁克林篮网。他为在大学时期为斯坦福大学打大学篮球。

## 早期生活
威廉姆斯出生在加利福尼亚州兰开斯特，是父母宰伊尔·威廉姆斯和马奎塔·菲尔兹-威廉姆斯的独生子。他从五岁开始打篮球，八岁开始在父亲的指导下训练。 

## 高中生涯
在高中的前三年，威廉姆斯就读于洛杉矶谢尔曼奥克斯的圣母高中。在他的高一赛季，他场均得到13.6分和6.5个篮板。 威廉姆斯因伤错过了高二赛季的大部分时间，但在暑假中与他的俱乐部球队 BTI Select 在联赛中获得了胜利。 2019 年 1 月 14 日，在高三赛季连续两场比赛至少得到 34 分后，他被评为当周洛杉矶每日新闻男子运动员。最终在他的高三赛季，威廉姆斯场均可以得到27分、10个篮板和3次助攻。他获得了全使命联盟一队和今日美国全美国加利福尼亚州二队的荣誉。
2019 年 7 月 18 日，威廉姆斯转学到洛杉矶查茨沃斯的塞拉峡谷高中读高四。他与五星级高中生BJ 波士顿以及NBA球员勒布朗詹姆斯的儿子布朗尼詹姆斯和德维恩韦德的儿子扎伊尔韦德一起加入了球队。由于CIF 南区(CIF-SS)赛区的转会规则，威廉姆斯直到 12 月 29 日才有资格参加比赛，并且错过了 10 多场比赛。在他高四赛季的赛季处子秀中，他在加时赛以 85-81 负于兰乔基督教学校的比赛中得到 28 分。 2020 年 3 月 11 日，威廉姆斯在以 63-61 逆转战胜埃蒂旺达高中的比赛中得到 17 分并命中压哨绝杀。在高四赛季，他场均可以贡献 15 分、7.9 个篮板和 3.6 次助攻，帮助塞拉峡谷高中赢得了 CIF-SS 公开赛冠军，并被洛杉矶时报评为年度最佳球员。 威廉姆斯还被邀请参加麦当劳高中全明星比赛、乔丹品牌经典赛和耐克篮球峰会，但由于新冠疫情来袭，所有三场比赛都被取消。

### 大学招聘
扎伊尔·威廉姆斯是被体育媒体公认评选的五星级高中生，也是 2020 年高中生中排名第一的小前锋。 2020 年 4 月 12 日，他宣布了他在将亚利桑那州立大学、南加州大学、北卡罗来纳州和加州大学洛杉矶分校中选择加盟斯坦福大学的承诺。威廉姆斯成为斯坦福大学在现代大学篮球招募排名最高的高中生，也是该计划自 2014 年招募到Reid Travis以来的第一位五星级高中生。  
| 姓名 | 家鄉                                                            | 高中              | 身高                 | 體重        | 承諾日        |
| --- | --------------------------------------------------------------- | ----------------- | -------------------- | ----------- | ------------- |
| 扎伊尔·威廉姆斯 SF | Lancaster, CA                                                   | Sierra Canyon(CA) | 6英尺7英寸（2.01米） | 180磅（82） | 2020年4月12日 |
| 扎伊尔·威廉姆斯 SF | 招募星级： Scout： N/A Rivals： 247Sports： ESPN： ESPN評分：95 |                   |                      |             |               |
| 總體新秀排名： Rivals：6 247Sports：5 ESPN：8 |                                                                 |                   |                      |             |               |
| - 附註：許多時候，Scout、Rivals、247Sports以及ESPN在身高體重的數據可能會不同 . - 在這種情況下選擇平均值，而ESPN grades滿分為100分。 來源： - . Rivals.com. [2020-8-19]. - . ESPN.com. [2020-8-19]. - . Rivals.com. [2020-8-19]. |                                                                 |                   |                      |             |               |

## 大学生涯
2020 年 11 月 30 日，威廉姆斯在斯坦福大学的处子秀中得到 19 分和 8 个篮板，并帮助球队以 82-64 战胜阿拉巴马大学。 2021 年 1 月 7 日，在 91-75 战胜华盛顿大学的比赛中，他得到了12 分、12 个篮板和 10 次助攻，这是斯坦福大学球员自 2007 年以来首次获得三双。 大一时，威廉姆斯场均可以得到10.7分、4.6个篮板和2.2次助攻，投篮命中率达到37.4%。 3 月 31 日，他宣布参加2021 年 NBA 选秀，放弃了剩余的大学参赛资格。

## 职业生涯
2021年7月29日，威廉姆斯在2021年NBA选秀中以第10顺位被新奥尔良鹈鹕队选中，随后交易至孟菲斯灰熊队。 由于脚踝受伤，他连续缺席 14 场比赛并在触发NBA 的新冠疫情条款协议的一段时间后，威廉姆斯在 2022 年 1 月 6 日开始了他的NBA职业生涯，在 118-88 战胜活塞队的比赛中得到 14 分和 2 次抢断。 2月2日，威廉姆斯在120-108战胜纽约尼克斯的比赛中砍下21分创下职业生涯新高。 然后，他在 2 月 24 日以 119-114 输给了明尼苏达森林狼队的比赛中追平了这一纪录。
2024年7月19日，威廉斯與達拉斯獨行俠的2030年第二輪選秀權被交易至布魯克林籃網換取馬馬迪·迪亞基特、內曼加·丹古比奇的選秀權。

## 国家队生涯
扎伊尔·威廉姆斯代表美国队参加了在希腊伊拉克利翁举行的2019年国际篮联U19篮球世界杯。在七场比赛中，他场均得到5.3分和1.2次助攻，帮助球队夺得金牌。

## 职业统计

### NBA

#### 常规赛
| 賽季    | 球隊       | GP | GS | MPG  | FG%  | 3P%  | FT%  | RPG | APG | SPG | BPG | PPG |
| ------- | ---------- | -- | -- | ---- | ---- | ---- | ---- | --- | --- | --- | --- | --- |
| 2021–22 | 曼菲斯灰熊 | 62 | 31 | 21.7 | .450 | .314 | .782 | 2.1 | 1.0 | .6  | .2  | 8.1 |
| Career  | Career     | 62 | 31 | 21.7 | .450 | .314 | .782 | 2.1 | 1.0 | .6  | .2  | 8.1 |

#### 季后赛
| 賽季   | 球隊       | GP | GS | MPG  | FG%  | 3P%  | FT%  | RPG | APG | SPG | BPG | PPG |
| ------ | ---------- | -- | -- | ---- | ---- | ---- | ---- | --- | --- | --- | --- | --- |
| 2022   | 曼菲斯灰熊 | 10 | 1  | 16.8 | .442 | .306 | .923 | 1.6 | .5  | .5  | .0  | 6.9 |
| Career | Career     | 10 | 1  | 16.8 | .442 | .306 | .923 | 1.6 | .5  | .5  | .0  | 6.9 |

### 大学
| 賽季    | 球隊     | GP | GS | MPG  | FG%  | 3P%  | FT%  | RPG | APG | SPG | BPG | PPG  |
| ------- | -------- | -- | -- | ---- | ---- | ---- | ---- | --- | --- | --- | --- | ---- |
| 2020–21 | Stanford | 20 | 14 | 27.9 | .374 | .291 | .796 | 4.6 | 2.2 | .9  | .6  | 10.7 |

## 个人生活
扎伊尔·威廉姆斯的父母都曾在军队服役：他的母亲马奎塔·菲尔兹-威廉姆斯曾在陆军和空军服役，他的父亲 宰伊尔·威廉姆斯在海军陆战队服役。他的母亲目前是一名缓刑官，他的父亲现在在洛杉矶西尔马的七喜工作。 